# Bab Souika
Bab Souika (arabe : باب سويقة) est l'une des portes de la médina de Tunis (Tunisie). Démolie en 1861, elle se trouvait entre les portes Bab El Khadra et Bab Saadoun, près du quartier de Halfaouine, et a donné son nom au quartier environnant.

## Étymologie
Bab Souika, signifiant « Porte du Petit souk », tire son nom d'un ensemble de souks exempts d'impôts non coraniques et datant de Sidi Mahrez qui a donné son nom à l'un d'eux. Son premier nom a été El Saqqayin.

## Histoire
Entre Bab Saadoun et la place Bab Souika, il existait une rue droite qu'empruntaient les tramways allant au centre-ville (lignes 3 et 4) et qui abritait les artisans ferblantiers et maréchaux-ferrants qui animaient de leurs coups de marteau et du tintement clair des métaux qu'ils travaillaient cette rue très populaire mais aussi très encombrée. On débouchait sur la place où se trouvait, sur la droite, un marché de petits charretons couverts de fruits et de légumes et, sur la gauche, de petits cafés et restaurants de merguez très animés le soir et pendant le ramadan.

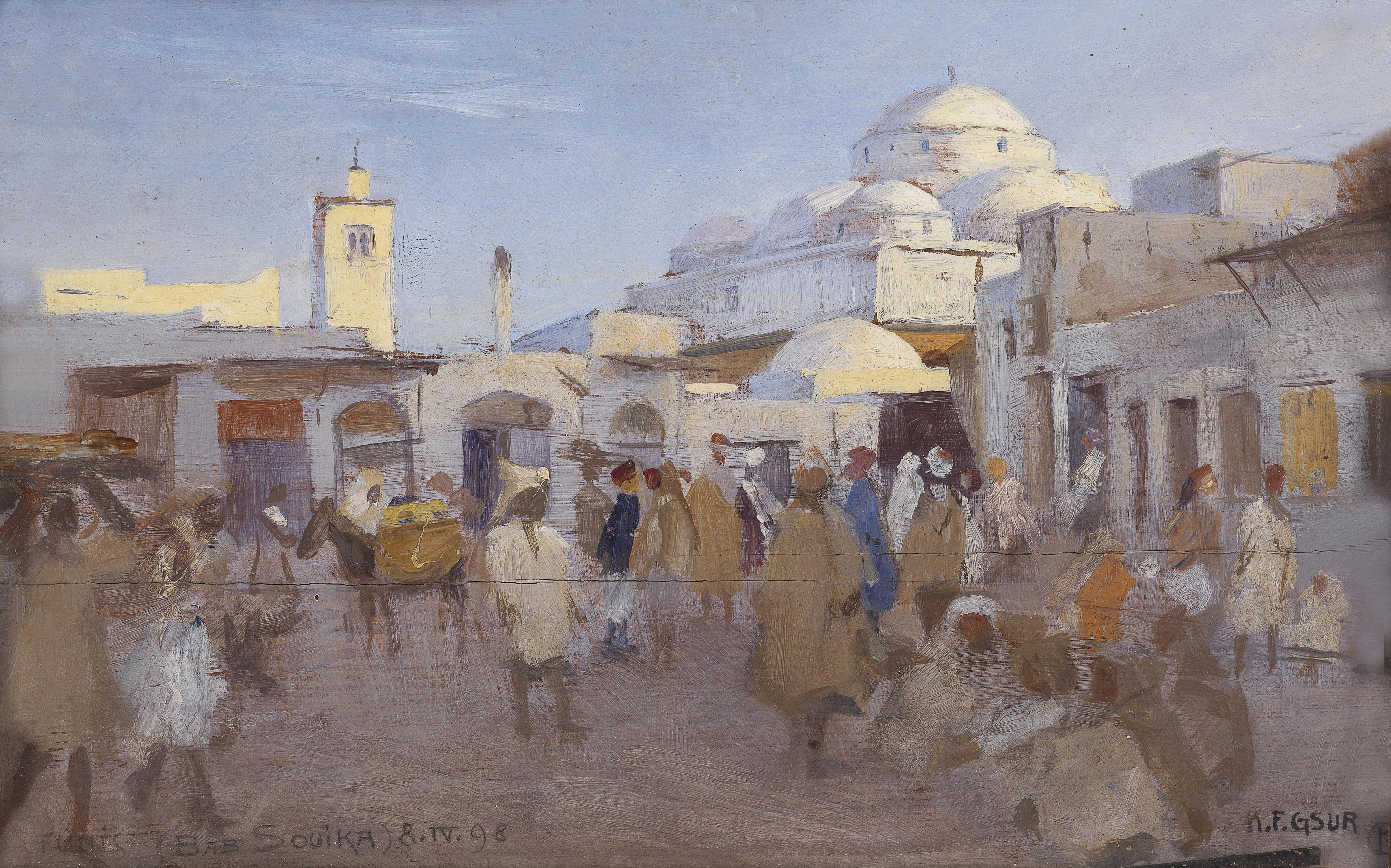
Représentation de Bab Souika par Karl Friedrich Gsur en 1898.
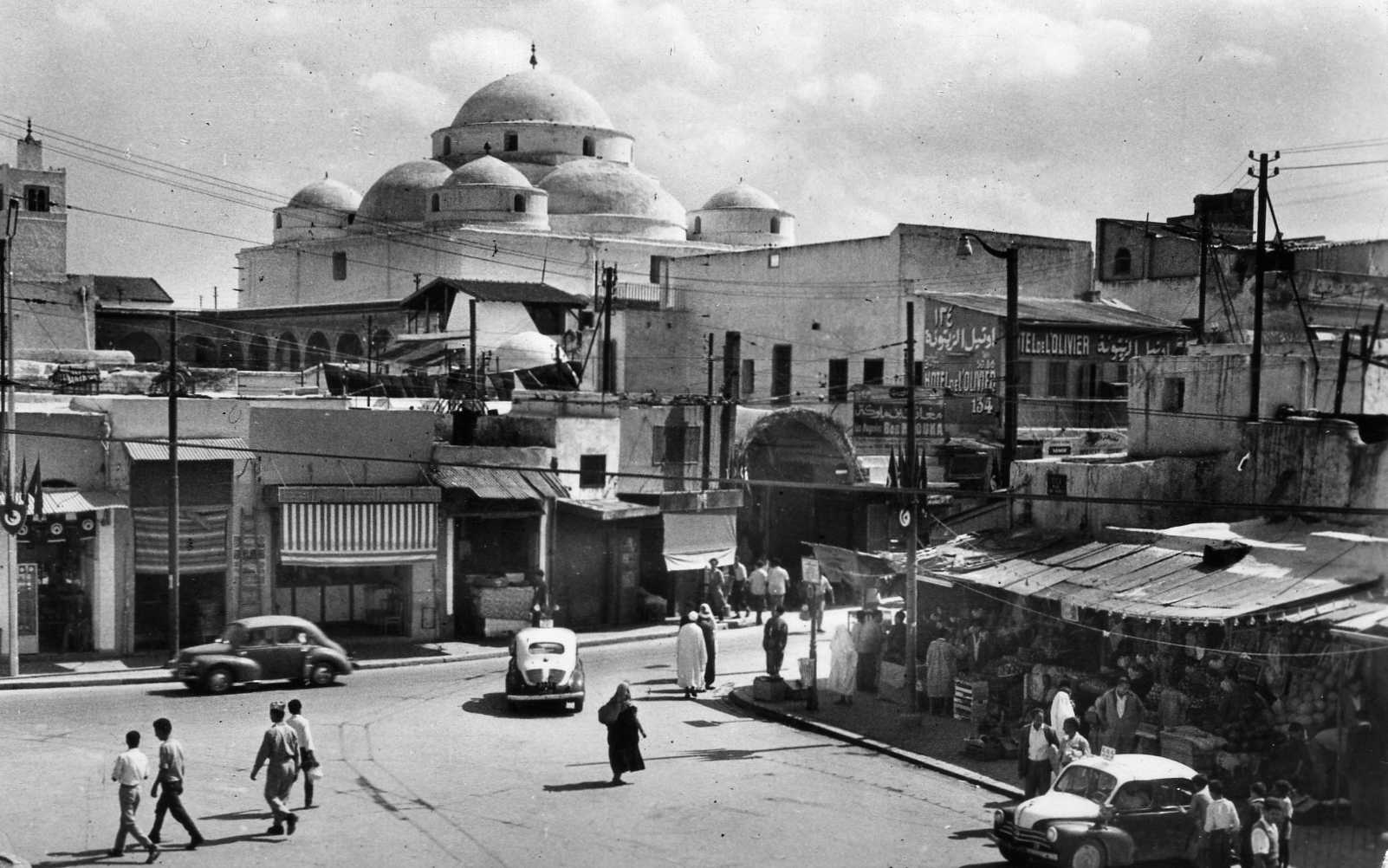
Vue de Bab Souika en 1963.
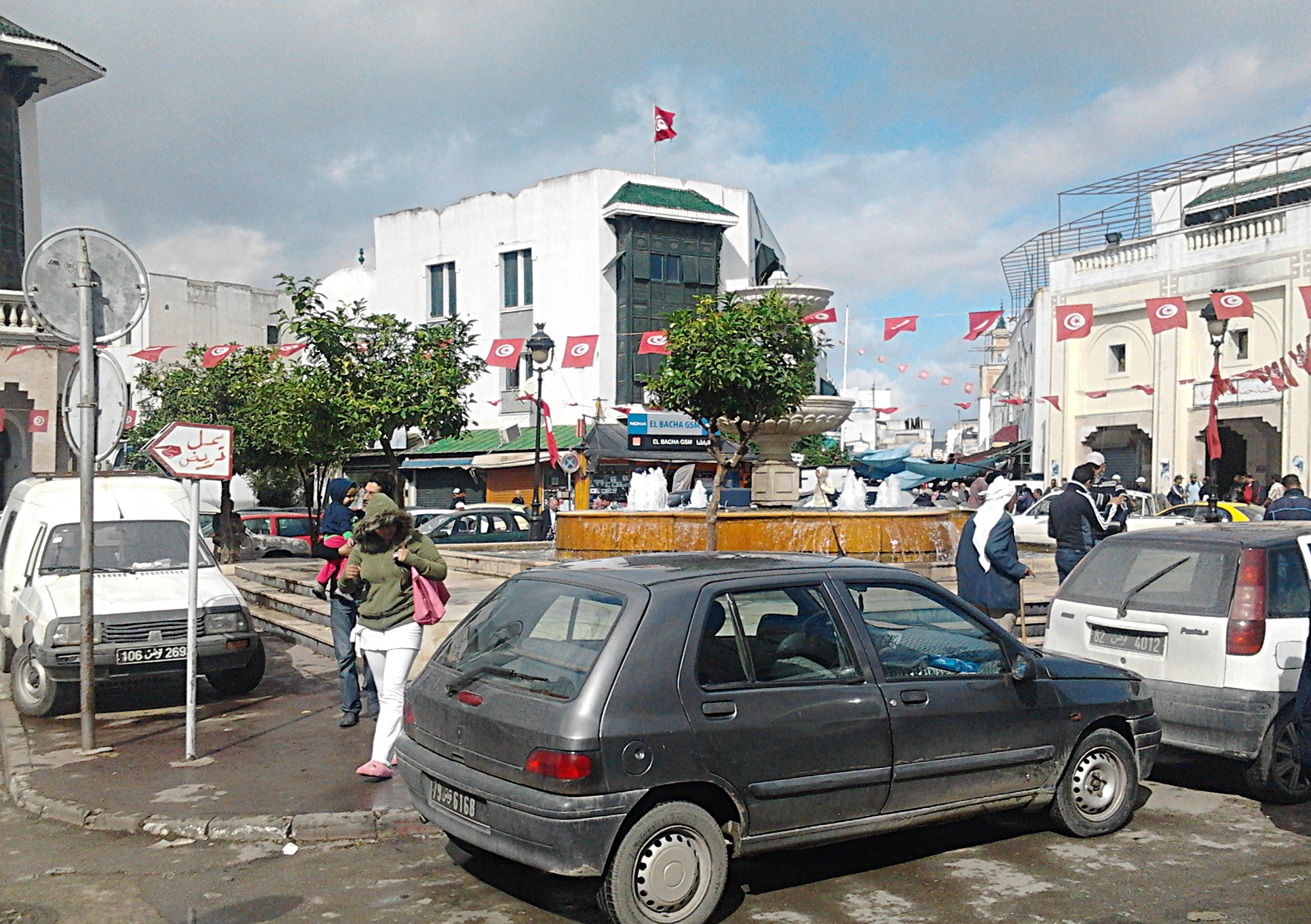
Place Bab Souika en 2012.

La médina de Tunis fera l'objet de plusieurs tentatives d'assainissement plus ou moins réussies. Le projet de la place Bab Souika, l'une des plus importantes d'entre elles, date des années 1980. Pour sa réalisation, on a dû procéder à la destruction d'une bonne partie du tissu urbain préexistant. Le résultat en est un ensemble d'immeubles assez éclectique dans le style arabisant, la restauration de la mosquée Sidi Mahrez et du palais Saheb Ettabaâ (1984), la création d'une zone piétonne et d'une vaste place. Un tunnel enterrant l'axe principal du quartier est percé sous la place entre novembre 1984 et juillet 1987. La mosquée Bab Saadoun est inaugurée en 1988 pour remplacer l'ancienne mosquée détruite du fait des travaux du tunnel. Enfin, le souk El Kallaline remplace le souk Sidi Mahrez en 1985.

## Édifices

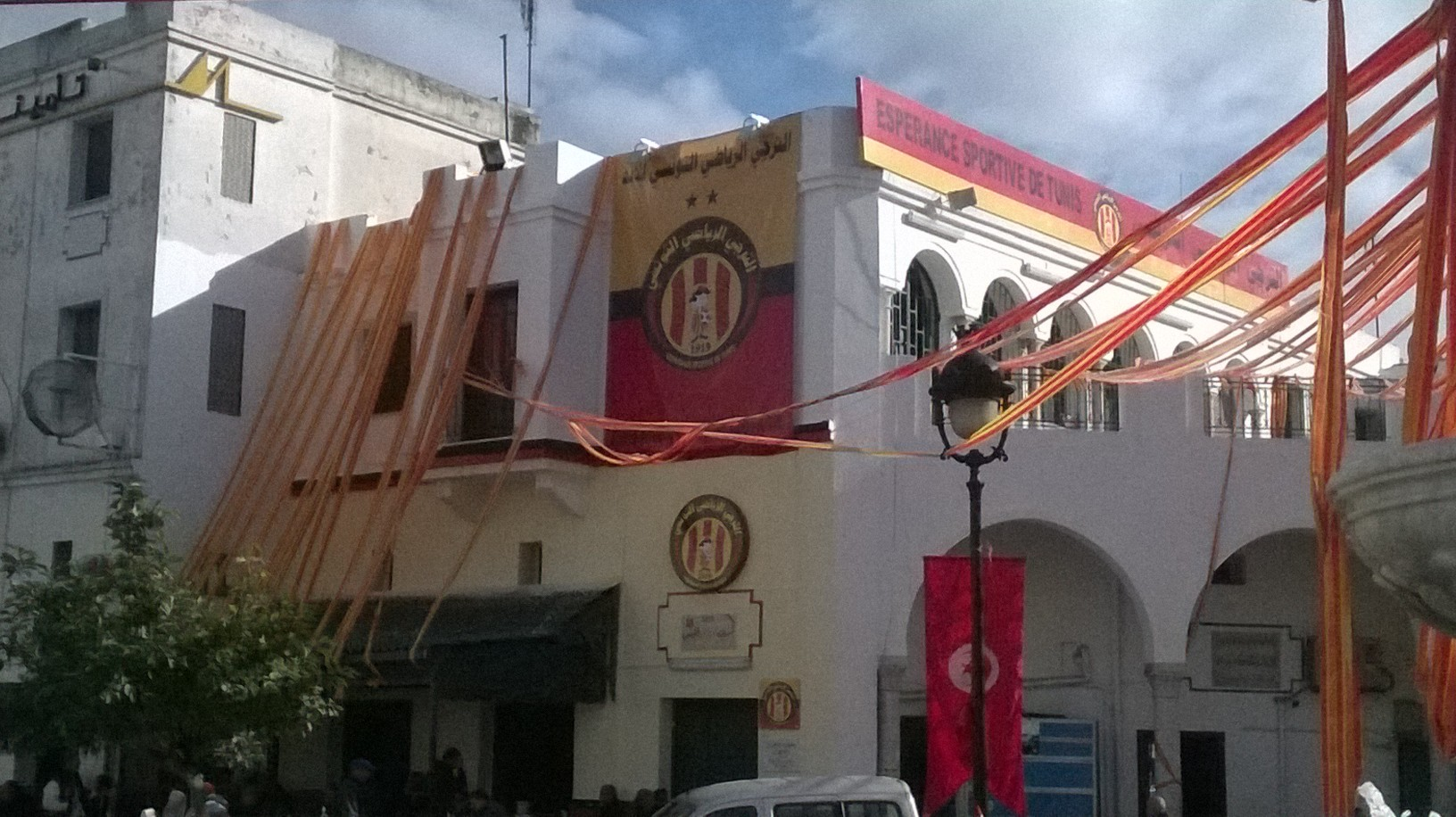
Siège de l'Espérance sportive de Tunis.

Le quartier général du club omnisports de l'Espérance sportive de Tunis se situe sur la place Bab Souika.